# John Wilbur Dwight
Pour les articles homonymes, voir Dwight.
John Wilbur Dwight (24 mai 1859, Dryden - 28 janvier 1928), est un homme politique américain.

## Biographie
Fils de Jeremiah W. Dwight, il est membre de la Chambre des représentants des États-Unis de 1902 à 1913. À la Chambre, il est whip du Parti républicain de 1909 à 1913.
Il est président du Virginia Blue Ridge Railway (en) de 1913 à 1928.

## Sources
- (en) Cet article est partiellement ou en totalité issu de l’article de Wikipédia en anglais intitulé « John Wilbur Dwight » (voir la liste des auteurs).